# Список Героев Советского Союза (Губарев — Гущин)
В настоящем списке представлены в алфавитном порядке все Герои Советского Союза, чьи фамилии начинаются с буквы «Г» (всего 756 человек, из них 15 удостоены звания дважды). Список содержит даты Указов Президиума Верховного Совета СССР о присвоении звания, информацию о роде войск, должности и воинском звании Героев на дату представления к присвоению звания Героя Советского Союза, годах их жизни.
Ударения в фамилиях Героев приведены по книге «Герои Советского Союза: Краткий биографический словарь / Пред. ред. коллегии И. Н. Шкадов. — М.: Воениздат, 1987. — Т. 1 /Абаев — Любичев/. — 911 с. — 100 000 экз. — ISBN отс., Рег. № в РКП 87-95382.».
- Персиковым цветом  в таблице выделены Герои, удостоенные звания дважды и более раз.
- Серым цветом  в таблице выделены Герои, представленные к званию посмертно.

| Навигационная таблица | Навигационная таблица                |
| --------------------- | ------------------------------------ |
| «Г»                   | Габайдулин Геннадий — Гаркуша Кузьма |
| «Г»                   | Гаркуша Николай — Гнидаш Кузьма      |
| «Г»                   | Гнидо Пётр — Горбач Михаил           |
| «Г»                   | Горбач Феодосий — Грецкий Пётр       |
| «Г»                   | Гречаный Парфентий — Губанов Николай |
| «Г»                   | Губарев Алексей — Гущин Фёдор        |

| № п/п | Фамилия Имя Отчество                                                                                   | Дата Указа            | Род войск    | Должность | Звание                            | Годы жизни              | БС ГС НЛ                        |
| ----- | --- | --------------------- | ------------ | --- | --------------------------------- | ----------------------- | ------------------------------- |
| 639   | Гу́барев Алексей Александрович                                                                          | 12.02.1975 16.03.1978 | космонавт    | командир космического корабля «Союз-17» и орбитальной станции «Салют-4» командир космического корабля «Союз-28» и орбитальной станции «Салют-6» | подполковник полковник            | 29.03.1931 — 21.02.2015 | ——                              |
| 640   | Гу́барев Григорий Миронович                                                                             | 10.04.1945            | пехота       | стрелок 538-го стрелкового полка 120-й стрелковой дивизии 21-й армии 1-го Украинского фронта | красноармеец                      | 15.08.1925 — 24.02.1998 | [ БС 1 ] [ ГС 2 ] [ НЛ 1 ]      |
| 641   | Гу́барев Пётр Стефанович                                                                                | 10.01.1944            | инженер      | сапёр 180-го отдельного сапёрного батальона 167-й стрелковой дивизии 38-й армии 1-го Украинского фронта | красноармеец                      | 10.02.1905 — 10.12.1971 | [ БС 1 ] [ ГС 3 ] [ НЛ 2 ]      |
| 642   | Гу́барь Александр Герасимович укр. Губар Олександр Герасимович                                          | 29.09.1943            | артиллерия   | командир батареи 872-го гаубичного артиллерийского полка 32-й гаубичной артиллерийской бригады 12-й артиллерийской дивизии 4-го артиллерийского корпуса прорыва РГК в составе 70-й армии Центрального фронта | лейтенант                         | 1909 — 25.07.1943       | [ БС 2 ] [ ГС 4 ] [ НЛ 3 ]      |
| 643   | Губарько́в Григорий Максимович                                                                          | 27.02.1945            | пехота       | пулемётчик мотострелкового батальона 34-й гвардейской мотострелковой бригады 12-го гвардейского танкового корпуса 2-й гвардейской танковой армии 1-го Белорусского фронта | гвардии красноармеец              | 01.02.1926 — 11.12.2008 | [ БС 3 ] [ ГС 5 ] [ НЛ 4 ]      |
| 644   | Губела́дзе Владимир Ясонович груз. გუბელაძე ვლადიმერ                                                    | 22.02.1944            | артиллерия   | командир взвода 45-мм пушек 307-го гвардейского стрелкового полка 110-й гвардейской стрелковой дивизии 37-й армии Степного фронта | гвардии лейтенант                 | 15.06.1921 — 08.02.1944 | [ БС 3 ] [ ГС 6 ] [ НЛ 5 ]      |
| 645   | Губе́нко Антон Алексеевич                                                                               | 22.02.1939            | авиация      | лётчик-истребитель нанчанской истребительной группы ВВС Китайской республики | старший лейтенант                 | 12.02.1908 — 31.03.1939 | ——                              |
| 646   | Гу́бин Андриан Макарович                                                                                | 20.12.1943            | пехота       | командир роты мотострелкового батальона 35-й механизированной бригады 1-го механизированного корпуса 69-й армии Степного фронта | лейтенант                         | 12.06.1913 — 30.06.1944 | [ БС 3 ] [ ГС 8 ] [ НЛ 6 ]      |
| 647   | Гу́бин Евгений Иванович                                                                                 | 01.07.1944            | авиация      | старший лётчик 218-го штурмового авиационного полка 299-й штурмовой авиационной дивизии 16-й воздушной армии 1-го Белорусского фронта | лейтенант                         | 25.02.1923 — 05.03.1991 | [ БС 3 ] [ ГС 9 ] [ НЛ 7 ]      |
| 648   | Гу́бин Константин Яковлевич                                                                             | 24.03.1945            | артиллерия   | командир батареи самоходных артиллерийских установок СУ-76 12-й самоходной артиллерийской бригады 69-й армии 1-го Белорусского фронта | лейтенант                         | 30.05.1902 — 29.03.1989 | [ БС 3 ] [ ГС 10 ] [ НЛ 8 ]     |
| 649   | Гу́бин Михаил Александрович                                                                             | 22.02.1944            | пехота       | командир роты автоматчиков 1120-го стрелкового полка 333-й стрелковой дивизии 6-й армии 3-го Украинского фронта | лейтенант                         | 17.09.1915 — 27.11.1943 | [ БС 3 ] [ ГС 11 ] [ НЛ 9 ]     |
| 650   | Гу́бин Назар Петрович                                                                                   | 16.01.1942            | авиация      | воздушный стрелок-радист 125-го бомбардировочного авиационного полка 2-й смешанной авиационной дивизии Ленинградского фронта | сержант                           | 27.10.1918 — 16.12.1941 | [ БС 4 ] [ ГС 12 ] [ НЛ 10 ]    |
| 651   | Гу́бин Николай Иванович                                                                                 | 24.03.1945            | пехота       | стрелок 610-го стрелкового полка 203-й стрелковой дивизии 53-й армии 2-го Украинского фронта | красноармеец                      | 06.08.1914 — 20.10.1988 | [ БС 5 ] [ ГС 13 ] [ НЛ 11 ]    |
| 652   | Гу́бкин Георгий Никитович                                                                               | 24.03.1945            | пехота       | командир батальона 297-го стрелкового полка 184-й стрелковой дивизии 5-й армии 3-го Белорусского фронта | капитан                           | 10.04.1919 — 10.07.2003 | [ БС 5 ] [ ГС 14 ] [ НЛ 12 ]    |
| 653   | Гу́брий Алексей Антонович                                                                               | 21.04.1940            | авиация      | помощник командира 18-й отдельной авиационной эскадрильи ВВС Балтийского флота | капитан                           | 12.02.1907 — 10.04.1971 | ——                              |
| 654   | Гугни́н Николай Павлович                                                                                | 15.05.1946            | авиация      | штурман 122-го истребительного авиационного полка 331-й истребительной авиационной дивизии 5-го штурмового авиационного корпуса 5-й воздушной армии 2-го Украинского фронта | майор                             | 29.07.1916 — 07.12.1987 | [ БС 5 ] [ ГС 16 ] [ НЛ 13 ]    |
| 655   | Гуда́нов Александр Никитович                                                                            | 15.05.1946            | пехота       | командир пулемётной роты 226-го гвардейского стрелкового полка 74-й гвардейской стрелковой дивизии 8-й гвардейской армии 1-го Белорусского фронта | гвардии старший лейтенант         | 25.03.1923 — 18.05.1982 | [ БС 5 ] [ ГС 17 ] [ НЛ 14 ]    |
| 656   | Гуда́нов Евгений Алексеевич                                                                             | 13.09.1944            | пехота       | командир взвода разведки 857-го стрелкового полка 294-й стрелковой дивизии 52-й армии 2-го Украинского фронта | лейтенант                         | 07.11.1921 — 25.03.1944 | [ БС 6 ] [ ГС 18 ] [ НЛ 15 ]    |
| 657   | Гуде́нко Михаил Александрович укр. Гуденко Михайло Олександрович                                        | 07.04.1940            | артиллерия   | командир взвода противотанковых орудий 49-го стрелкового полка 50-й стрелковой дивизии 13-й армии Северо-Западного фронта | лейтенант                         | 19.09.1914 — 18.02.1940 | [ БС 7 ] [ ГС 19 ] [ НЛ 16 ]    |
| 658   | Гуде́нко Павел Гаврилович                                                                               | 29.06.1945            | пехота       | заместитель по строевой части командира батальона 358-го стрелкового полка 136-й стрелковой дивизии 70-й армии 2-го Белорусского фронта | старший лейтенант                 | 07.03.1911 — 09.03.1994 | [ БС 7 ] [ ГС 20 ] [ НЛ 17 ]    |
| 659   | Гуде́нко Сергей Гаврилович укр. Гуденко Сергій Гаврилович                                               | 25.10.1938            | пехота       | пулемётчик 120-го стрелкового полка 40-й стрелковой дивизии 39-го стрелкового корпуса 1-й армии Дальневосточного фронта | красноармеец                      | 25.09.1915 — 23.06.1941 | ——                              |
| 660   | Гудзь Порфирий Мартынович укр. Гудзь Порфирій Мартинович                                               | 16.10.1943            | пехота       | командир 8-й стрелковой дивизии 13-й армии Центрального фронта | полковник                         | 23.02.1902 — 16.08.1969 | [ БС 7 ] [ ГС 22 ] [ НЛ 18 ]    |
| 661   | Гуди́мов Иван Васильевич укр. Гудімов Іван Васильович                                                   | 27.06.1945            | артиллерия   | командующий артиллерией 6-го гвардейского механизированного корпуса 4-й танковой армии 1-го Украинского фронта | гвардии полковник                 | 03.01.1908 — 03.04.1973 | [ БС 7 ] [ ГС 23 ] [ НЛ 19 ]    |
| 662   | Гуди́мов Иван Кириллович                                                                                | 23.02.1945            | авиация      | заместитель командира и штурман эскадрильи 448-го штурмового авиационного полка 281-й штурмовой авиационной дивизии 13-й воздушной армии Ленинградского фронта | старший лейтенант                 | 09.08.1920 — 24.01.1995 | [ БС 7 ] [ ГС 24 ] [ НЛ 20 ]    |
| 663   | Гудко́в Дмитрий Васильевич                                                                              | 29.06.1945            | авиация      | командир эскадрильи 976-го истребительного авиационного полка 259-й истребительной авиационной дивизии 3-й воздушной армии 3-го Белорусского фронта | майор                             | 01.11.1921 — 08.03.1978 | [ БС 8 ] [ ГС 25 ] [ НЛ 21 ]    |
| 664   | Гудко́в Олег Васильевич                                                                                 | 26.04.1971            | авиация      | лётчик-испытатель Лётно-исследовательского института | —                                 | 13.02.1931 — 04.10.1973 | ——                              |
| 665   | Гудо́вских Иван Лаврентьевич                                                                            | 03.06.1944            | пехота       | стрелок 35-го стрелкового полка 30-й стрелковой дивизии 47-й армии Воронежского фронта | красноармеец                      | 20.03.1922 — 10.11.1943 | [ БС 9 ] [ ГС 27 ] [ НЛ 22 ]    |
| 666   | Гу́жва Николай Яковлевич укр. Гужва Микола Якович                                                       | 24.03.1945            | пехота       | командир пулемётного взвода 953-го стрелкового полка 257-й стрелковой дивизии 51-й армии 4-го Украинского фронта | лейтенант                         | 22.11.1914 — 10.06.1955 | [ БС 9 ] [ ГС 28 ] [ НЛ 23 ]    |
| 667   | Гужви́н Пётр Кузьмич                                                                                    | 31.03.1943            | нквд         | командир взвода 276-го стрелкового полка 11-й стрелковой дивизии войск НКВД 37-й армии Закавказского фронта | младший лейтенант                 | 1918 — 21.11.1942       | [ БС 9 ] [ ГС 29 ] [ НЛ 24 ]    |
| 668   | Гуз Марк Дмитриевич укр. Гузь Марко Дмитрович                                                          | 01.11.1943            | пехота       | командир отделения 496-й отдельной разведывательной роты 236-й стрелковой дивизии 46-й армии Степного фронта | старший сержант                   | 10.10.1919 — 05.06.1990 | [ БС 9 ] [ ГС 30 ] [ НЛ 25 ]    |
| 669   | Гуза́нов Геннадий Иванович                                                                              | 31.05.1945            | инженер      | командир отделения 222-го отдельного инженерно-сапёрного батальона 38-й инженерно-сапёрной бригады 61-й армии 1-го Белорусского фронта | сержант                           | 08.11.1921 — 19.04.2016 | [ БС 9 ] [ ГС 31 ] [ НЛ 26 ]    |
| 670   | Гузенков Иван Матвеевич (Гузе́нко Иван Матвеевич)                                                       | 10.01.1944            | пехота       | разведчик 51-й гвардейской танковой бригады 6-го гвардейского танкового корпуса 3-й гвардейской танковой армии 1-го Украинского фронта | гвардии красноармеец              | 24.01.1924 — 13.03.1944 | [ БС 10 ] [ ГС 32 ] [ НЛ 27 ]   |
| 671   | Гула́ев Николай Дмитриевич                                                                              | 28.09.1943 01.07.1944 | авиация      | заместитель командира и штурман эскадрильи 27-го истребительного авиационного полка 205-й истребительной авиационной дивизии 5-го истребительного авиационного корпуса 2-й воздушной армии Воронежского фронта командир эскадрильи 129-го гвардейского истребительного авиационного полка 205-й истребительной авиационной дивизии 7-го истребительного авиационного корпуса 5-й воздушной армии 2-го Украинского фронта | старший лейтенант гвардии капитан | 26.02.1918 — 27.09.1985 | [ БС 11 ] [ ГС 33 ] [ НЛ 28 ]   |
| 672   | Гулева́тый Кирилл Дмитриевич укр. Гулеватий Кирило Дмитрович                                            | 31.05.1945            | артиллерия   | командир 274-го гвардейского лёгкого артиллерийского полка 198-й отдельной лёгкой артиллерийской бригады 2-й гвардейской танковой армии 1-го Белорусского фронта | гвардии подполковник              | 17.03.1912 — 18.10.1996 | [ БС 11 ] [ ГС 34 ] [ НЛ 29 ]   |
| 673   | Гулева́тый Трофим Ерёмович укр. Гулеватий Трохим Яремович                                               | 27.06.1945            | танкист      | командир танкового батальона 55-й гвардейской танковой бригады 7-го гвардейского танкового корпуса 3-й гвардейской танковой армии 1-го Украинского фронта | гвардии капитан                   | 15.04.1911 — 30.08.2002 | [ БС 11 ] [ ГС 35 ] [ НЛ 30 ]   |
| 674   | Гуле́нко Илья Андреевич                                                                                 | 24.03.1945            | артиллерия   | наводчик орудия 846-го артиллерийского полка 277-й стрелковой дивизии 5-й армии 3-го Белорусского фронта | сержант                           | 03.09.1924 — 05.05.1986 | [ БС 11 ] [ ГС 36 ] [ НЛ 31 ]   |
| 675   | Гули́мов Николай Иванович                                                                               | 24.03.1945            | связисты     | начальник радиостанции роты связи 305-го гвардейского стрелкового полка 108-й гвардейской стрелковой дивизии 46-й армии 2-го Украинского фронта | гвардии сержант                   | 05.07.1924 — 05.12.1944 | [ БС 11 ] [ ГС 37 ] [ НЛ 32 ]   |
| 676   | Гу́лин Юрий Иванович                                                                                    | 27.02.1945            | пехота       | стрелок 267-го гвардейского стрелкового полка 89-й гвардейской стрелковой дивизии 5-й ударной армии 1-го Белорусского фронта | гвардии красноармеец              | 06.04.1926 — 06.07.1988 | [ БС 11 ] [ ГС 38 ] [ НЛ 33 ]   |
| 677   | Гу́лькин Иван Тихонович                                                                                 | 04.02.1944            | авиация      | старший лётчик 667-го штурмового авиационного полка 292-й штурмовой авиационной дивизии 1-го штурмового авиационного корпуса 5-й воздушной армии Степного фронта | младший лейтенант                 | 23.06.1923 — 04.03.1945 | [ БС 12 ] [ ГС 39 ] [ НЛ 34 ]   |
| 678   | Гультя́ев Григорий Капитонович                                                                          | 08.02.1943            | авиация      | заместитель командира эскадрильи 788-го истребительного авиационного полка 102-й истребительной авиационной дивизии Сталинградского корпусного района ПВО | лейтенант                         | 25.11.1922 — 19.01.1995 | [ БС 13 ] [ ГС 40 ] [ НЛ 35 ]   |
| 679   | Гуля́ев Анатолий Иванович                                                                               | 22.07.1944            | пехота       | помощник командира стрелкового взвода 196-го гвардейского стрелкового полка 67-й гвардейской стрелковой дивизии 6-й гвардейской армии 1-го Прибалтийского фронта | гвардии старший сержант           | 19.11.1920 — 15.02.1977 | [ БС 13 ] [ ГС 41 ] [ НЛ 36 ]   |
| 680   | Гуля́ев Дмитрий Илларионович                                                                            | 10.01.1944            | пехота       | командир батальона 22-й гвардейской мотострелковой бригады 6-го гвардейского танкового корпуса 3-й гвардейской танковой армии Воронежского фронта | гвардии капитан                   | 30.12.1910 — 29.09.1943 | [ БС 13 ] [ ГС 42 ] [ НЛ 37 ]   |
| 681   | Гуля́ев Дмитрий Тимофеевич укр. Гуляєв Дмитро Тимофійович                                               | 15.08.1944            | партизан     | активный участник партизанской борьбы в Белоруссии, командир 101-й партизанской бригады | —                                 | 05.11.1915 — 05.09.1943 | [ БС 13 ] [ ГС 43 ] [ НЛ 38 ]   |
| 682   | Гуля́ев Иван Иванович                                                                                   | 02.03.1966            | морской флот | командир атомной подводной лодки «К-27» Северного флота | капитан 1-го ранга                | 28.05.1922 — 27.03.1998 | ——                              |
| 683   | Гуля́ев Николай Семёнович                                                                               | 27.06.1945            | авиация      | заместитель командира эскадрильи 80-го гвардейского бомбардировочного авиационного полка 1-й гвардейской бомбардировочной авиационной дивизии 6-го гвардейского бомбардировочного авиационного корпуса 2-й воздушной армии 1-го Украинского фронта | гвардии старший лейтенант         | 01.08.1921 — 31.03.1967 | [ БС 13 ] [ ГС 45 ] [ НЛ 39 ]   |
| 684   | Гуля́ев Сергей Арсентьевич                                                                              | 22.07.1944            | авиация      | командир эскадрильи 46-го штурмового авиационного полка 14-й смешанной авиационной дивизии ВВС Северного флота | капитан                           | 18.09.1918 — 03.04.2000 | [ БС 13 ] [ ГС 46 ] [ НЛ 40 ]   |
| 685   | Гуля́ев Сергей Константинович                                                                           | 23.10.1943            | танкист      | командир бронетранспортёра 8-го гвардейского отдельного разведывательного батальона 7-го гвардейского танкового корпуса 3-й гвардейской танковой армии Воронежского фронта | гвардии старший сержант           | 23.10.1921 — 29.07.1986 | [ БС 14 ] [ ГС 47 ] [ НЛ 41 ]   |
| 686   | Гумане́нко Владимир Поликарпович укр. Гуманенко Володимир Полікарпович                                  | 03.04.1942            | морской флот | командир отряда торпедных катеров 2-го дивизиона торпедных катеров Балтийского флота | старший лейтенант                 | 27.07.1911 — 17.02.1982 | [ БС 15 ] [ ГС 48 ] [ НЛ 42 ]   |
| 687   | Гуменю́к Семён Александрович укр. Гуменюк Семен Олександрович                                           | 03.06.1944            | пехота       | командир роты 144-го гвардейского стрелкового полка 49-й гвардейской стрелковой дивизии 28-й армии 3-го Украинского фронта | гвардии старший лейтенант         | 16.07.1914 — 17.03.1944 | [ БС 15 ] [ ГС 49 ] [ НЛ 43 ]   |
| 688   | Гу́нбин Николай Александрович                                                                           | 19.08.1944            | авиация      | штурман эскадрильи 10-го гвардейского авиационного полка 3-й гвардейской авиационной дивизии 3-го гвардейского авиационного корпуса Авиации дальнего действия | гвардии капитан                   | 17.01.1918 — 12.08.2011 | [ БС 15 ] [ ГС 50 ] [ НЛ 44 ]   |
| 689   | Гу́рвич Семён Исаакович                                                                                 | 26.10.1944            | авиация      | заместитель командира эскадрильи 431-го штурмового авиационного полка 299-й штурмовой авиационной дивизии 16-й воздушной армии 1-го Белорусского фронта | лейтенант                         | 03.07.1923 — 20.10.2004 | [ БС 15 ] [ ГС 51 ] [ НЛ 45 ]   |
| 690   | Гургени́дзе Александр Ермолаевич груз. გურგენიძე ალექსანდრე                                             | 06.03.1945            | авиация      | командир эскадрильи 7-го гвардейского пикировочно-штурмового авиационного полка 9-й штурмовой авиационной дивизии Военно-воздушных сил ВВС Балтийского флота | гвардии капитан                   | 08.06.1916 — 20.03.1975 | [ БС 15 ] [ ГС 52 ] [ НЛ 46 ]   |
| 691   | Гуре́вич Михаил Львович                                                                                 | 04.06.1944            | артиллерия   | командир огневого взвода батареи 45-мм пушек 973-го стрелкового полка 270-й стрелковой дивизии 43-й армии Калининского фронта | младший лейтенант                 | 31.03.1904 — 17.09.1943 | [ БС 15 ] [ ГС 53 ] [ НЛ 47 ]   |
| 692   | Гуре́вич Семён Шоломович                                                                                | 26.10.1943            | связисты     | командир телефонно-кабельного взвода 107-й гвардейской отдельной роты связи 78-й гвардейской стрелковой дивизии 7-й гвардейской армии Степного фронта | гвардии лейтенант                 | 20.12.1915 — 23.04.1982 | [ БС 16 ] [ ГС 54 ] [ НЛ 48 ]   |
| 693   | Гуре́ев Михаил Георгиевич                                                                               | 24.12.1943            | артиллерия   | командир батареи 10-го армейского миномётного полка РГК 40-й армии Воронежского фронта | старший лейтенант                 | 30.04.1921 — 14.10.2009 | [ БС 17 ] [ ГС 55 ] [ НЛ 49 ]   |
| 694   | Гуре́ев Сергей Николаевич                                                                               | 10.01.1944            | инженер      | командир понтонного отделения 135-го отдельного моторизованного понтонно-мостового батальона 6-й понтонно-мостовой бригады РГК в составе 40-й армии Воронежского фронта | старший сержант                   | 07.10.1918 — 14.01.2013 | [ БС 17 ] [ ГС 56 ] [ НЛ 50 ]   |
| 695   | Гуре́нко Дмитрий Григорьевич укр. Гуренко Дмитро Григорович                                             | 27.02.1945            | артиллерия   | командир 369-го гвардейского самоходного артиллерийского полка 9-го гвардейского танкового корпуса 2-й гвардейской танковой армии 1-го Белорусского фронта | гвардии майор                     | 21.10.1906 — 06.10.1969 | [ БС 17 ] [ ГС 57 ] [ НЛ 51 ]   |
| 696   | Гуре́нко Кузьма Иосифович укр. Гуренко Кузьма Йосипович                                                 | 24.03.1945            | пехота       | стрелок 60-го гвардейского стрелкового полка 20-й гвардейской стрелковой дивизии 37-й армии 3-го Украинского фронта | гвардии ефрейтор                  | 11.10.1909 — 21.08.1944 | [ БС 17 ] [ ГС 58 ] [ НЛ 52 ]   |
| 697   | Гу́рин Антон Иосифович бел. Гурын Антон Іосіфавіч                                                       | 08.07.1945            | морской флот | командир 1-го дивизиона эсминцев эскадры Северного флота | капитан 1-го ранга                | 28.09.1910 — 22.10.1962 | [ БС 17 ] [ ГС 59 ] [ НЛ 53 ]   |
| 698   | Гу́рин Василий Терентьевич укр. Гурин Василь Терентійович                                               | 09.02.1944            | артиллерия   | командир орудия 1346-го зенитного артиллерийского полка 21-й зенитной артиллерийской дивизии РГК в составе 47-й армии Воронежского фронта | сержант                           | 26.01.1919 — 14.10.1943 | [ БС 17 ] [ ГС 60 ] [ НЛ 54 ]   |
| 699   | Гурине́нко Никита Трофимович укр. Гуріненко Микита Трохимович                                           | 13.09.1944            | пехота       | пулемётчик 859-го стрелкового полка 294-й стрелковой дивизии 52-й армии 2-го Украинского фронта | красноармеец                      | 15.04.1916 — 28.04.1944 | [ БС 18 ] [ ГС 61 ] [ НЛ 55 ]   |
| 700   | Гу́ров Иван Петрович                                                                                    | 24.03.1945            | артиллерия   | наводчик орудия 31-го гвардейского артиллерийского полка 12-й гвардейской стрелковой дивизии 61-й армии 1-го Белорусского фронта | гвардии ефрейтор                  | 30.07.1924 — 28.11.1944 | [ БС 19 ] [ ГС 62 ] [ НЛ 56 ]   |
| 701   | Гу́ров Константин Фролович                                                                              | 18.08.1945            | авиация      | командир эскадрильи 657-го штурмового авиационного полка 196-й штурмовой авиационной дивизии 4-го штурмового авиационного корпуса 4-й воздушной армии 2-го Белорусского фронта | капитан                           | 07.01.1914 — 13.02.1945 | [ БС 19 ] [ ГС 63 ] [ НЛ 57 ]   |
| 702   | Гу́ров Николай Никонорович                                                                              | 27.06.1945            | пехота       | помощник командира взвода автоматчиков разведывательной роты 22-й гвардейской мотострелковой бригады 6-го гвардейского танкового корпуса 3-й гвардейской танковой армии 1-го Украинского фронта | гвардии старший сержант           | 09.12.1922 — 25.05.1997 | [ БС 19 ] [ ГС 64 ] [ НЛ 58 ]   |
| 703   | Гу́ров Юрий Сергеевич                                                                                   | 13.09.1944            | пехота       | командир роты 429-го стрелкового полка 52-й стрелковой дивизии 57-й армии 3-го Украинского фронта | младший лейтенант                 | 28.05.1924 — 17.04.1945 | [ БС 19 ] [ ГС 65 ] [ НЛ 59 ]   |
| 704   | Гуррагча Жугдэрдэмидийн (Гуррагча Сансар) монг. Гүррагчаа Жүгдэрдэмидийн                               | 30.03.1981            | космонавт    | космонавт-исследователь космического корабля «Союз-39» и член 9-й экспедиции посещения орбитальной станции «Салют-6» | капитан ВВС Монголии              | род. 05.12.1947         | ——                              |
| 705   | Гу́рский Николай Васильевич                                                                             | 20.12.1943            | инженер      | механик 7-го отдельного моторизованного понтонно-мостового батальона 7-й гвардейской армии Степного фронта | сержант                           | 03.02.1913 — 29.09.1983 | [ БС 19 ] [ ГС 67 ] [ НЛ 60 ]   |
| 706   | Гу́ртьев Леонтий Николаевич                                                                             | 27.08.1943            | генерал      | командир 308-й стрелковой дивизии 3-й армии Брянского фронта | генерал-майор                     | 14.07.1891 — 03.08.1943 | [ БС 21 ] [ ГС 68 ] [ НЛ 61 ]   |
| 707   | Гу́рьев Григорий Иванович                                                                               | 16.10.1943            | пехота       | старший адъютант батальона 203-го гвардейского стрелкового полка 70-й гвардейской стрелковой дивизии 13-й армии Центрального фронта | гвардии капитан                   | 03.01.1921 — 15.11.1943 | [ БС 22 ] [ ГС 69 ] [ НЛ 62 ]   |
| 708   | Гу́рьев Михаил Николаевич                                                                               | 27.02.1945            | пехота       | командир батальона 215-го гвардейского стрелкового полка 77-й гвардейской стрелковой дивизии 69-й армии 1-го Белорусского фронта | гвардии старший лейтенант         | 21.11.1924 — 25.11.2004 | [ БС 22 ] [ ГС 70 ] [ НЛ 63 ]   |
| 709   | Гу́рьев Павел Дмитриевич                                                                                | 28.04.1945            | инженер      | командир сапёрного взвода 21-го гвардейского отдельного сапёрного батальона 5-го гвардейского танкового корпуса 6-й гвардейской танковой армии 2-го Украинского фронта | гвардии старший лейтенант         | 29.06.1906 — 28.12.1944 | [ БС 22 ] [ ГС 71 ] [ НЛ 64 ]   |
| 710   | Гу́рьев Степан Савельевич                                                                               | 19.04.1945            | генерал      | командир 16-го гвардейского стрелкового корпуса 11-й гвардейской армии 3-го Белорусского фронта | гвардии генерал-майор             | 01.08.1902 — 22.04.1945 | [ БС 22 ] [ ГС 72 ] [ НЛ 65 ]   |
| 711   | Гурья́нов Григорий Назарович                                                                            | 23.09.1944            | артиллерия   | командир орудия 353-го артиллерийского полка 151-й стрелковой дивизии 38-й армии 1-го Украинского фронта | сержант                           | 16.03.1914 — 23.07.1963 | [ БС 22 ] [ ГС 73 ] [ НЛ 66 ]   |
| 712   | Гурья́нов Михаил Алексеевич                                                                             | 16.02.1942            | партизан     | активный участник партизанской борьбы в Московской области, комиссар Угодско-Заводского партизанского отряда | —                                 | 10.10.1903 — 27.11.1941 | [ БС 22 ] [ ГС 74 ] [ НЛ 67 ]   |
| 713   | Гурья́нов Павел Яковлевич                                                                               | 16.10.1943            | связисты     | командир отделения телефонно-кабельного взвода 622-й отдельной роты связи 74-й стрелковой дивизии 13-й армии Центрального фронта | сержант                           | 15.12.1918 — 16.06.1960 | [ БС 22 ] [ ГС 75 ] [ НЛ 68 ]   |
| 714   | Гу́сак Гу́став словац. Husák Gustáv                                                                      | 09.01.1983            | —            | Президент Чехословацкой Социалистической Республики, Генеральный секретарь Центрального Комитета Коммунистической партии Чехословакии | —                                 | 10.01.1913 — 18.11.1991 | ——                              |
| 715   | Гусако́в Алексей Гаврилович                                                                             | 05.05.1989            | морской флот | офицер-испытатель 19-го центра Министерства обороны СССР | капитан 1-го ранга                | 10.01.1939 — 19.10.2022 | ——                              |
| 716   | Гусако́в Пётр Евтихиевич                                                                                | 10.01.1944            | пехота       | помощник командира взвода 343-го стрелкового полка 38-й стрелковой дивизии 40-й армии Воронежского фронта | старший сержант                   | 31.12.1920 — 20.12.1995 | [ БС 24 ] [ ГС 78 ] [ НЛ 69 ]   |
| 717   | Гусако́вский Иосиф Ираклиевич бел. Гусакоўскі Іосіф Іракліевіч                                          | 23.09.1944 06.04.1945 | танкист      | командир 44-й гвардейской танковой бригады 11-го гвардейского танкового корпуса 1-й гвардейской танковой армии 1-го Украинского фронта командир 44-й гвардейской танковой бригады 11-го гвардейского танкового корпуса 1-й гвардейской танковой армии 1-го Белорусского фронта | гвардии полковник                 | 25.12.1904 — 20.02.1995 | [ БС 25 ] [ ГС 79 ] [ НЛ 70 ]   |
| 718   | Гуса́ров Григорий Андреевич                                                                             | 22.02.1944            | пехота       | командир отделения 184-го гвардейского стрелкового полка 62-й гвардейской стрелковой дивизии 37-й армии Степного фронта | гвардии сержант                   | 06.02.1906 — 23.12.1943 | [ БС 25 ] [ ГС 80 ] [ НЛ 71 ]   |
| 719   | Гуса́ров Николай Михайлович                                                                             | 04.02.1944            | авиация      | штурман 486-го истребительного авиационного полка 279-й истребительной авиационной дивизии 6-го истребительного авиационного корпуса 16-й воздушной армии Белорусского фронта | майор                             | 04.12.1917 — 03.09.1979 | [ БС 25 ] [ ГС 81 ] [ НЛ 72 ]   |
| 720   | Гу́сев Александр Иванович                                                                               | 14.11.1938            | авиация      | командир авиационной группы истребителей И-16 ВВС Испанской республики | старший лейтенант                 | 24.08.1910 — 26.07.1978 | ——                              |
| 721   | Гу́сев Александр Иванович                                                                               | 24.03.1945            | пехота       | пулемётчик 60-го гвардейского стрелкового полка 20-й гвардейской стрелковой дивизии 37-й армии 3-го Украинского фронта | гвардии ефрейтор                  | 15.04.1920 — 21.08.1944 | [ БС 25 ] [ ГС 83 ] [ НЛ 73 ]   |
| 722   | Гу́сев Александр Фёдорович                                                                              | 24.03.1945            | комиссар     | парторг роты 1336-го стрелкового полка 319-й стрелковой дивизии 22-й армии 2-го Прибалтийского фронта | красноармеец                      | 13.09.1911 — 15.12.1988 | [ БС 25 ] [ ГС 84 ] [ НЛ 74 ]   |
| 723   | Гу́сев Алексей Алексеевич                                                                               | 04.11.1978            | морской флот | командир атомной подводной лодки «К-212» Тихоокеанского флота | капитан 3-го ранга                | 24.01.1945 — 01.06.2001 | ——                              |
| 724   | Гу́сев Василий Васильевич                                                                               | 17.11.1943            | пехота       | пулемётчик мотострелкового батальона 69-й механизированной бригады 9-го механизированного корпуса 3-й гвардейской танковой армии Воронежского фронта | красноармеец                      | 01.03.1925 — 21.09.1989 | [ БС 26 ] [ ГС 86 ] [ НЛ 75 ]   |
| 725   | Гу́сев Василий Сергеевич                                                                                | 20.12.1943            | комиссар     | парторг 24-го гвардейского воздушно-десантного полка 10-й гвардейской воздушно-десантной дивизии 37-й армии Степного фронта | гвардии старший лейтенант         | 28.07.1911 — 14.10.1943 | [ БС 27 ] [ ГС 87 ] [ НЛ 76 ]   |
| 726   | Гу́сев Вениамин Васильевич                                                                              | 22.07.1944            | пехота       | командир роты 158-го гвардейского стрелкового полка 51-й гвардейской стрелковой дивизии 6-й гвардейской армии 1-го Прибалтийского фронта | гвардии старший лейтенант         | 16.09.1923 — 02.10.1994 | [ БС 27 ] [ ГС 88 ] [ НЛ 77 ]   |
| 727   | Гу́сев Владимир Васильевич                                                                              | 30.10.1943            | пехота       | командир роты 188-го стрелкового полка 106-й стрелковой дивизии 65-й армии Центрального фронта | лейтенант                         | 22.09.1923 — 18.10.1943 | [ БС 27 ] [ ГС 89 ] [ НЛ 78 ]   |
| 728   | Гу́сев Дмитрий Николаевич                                                                               | 06.04.1945            | генерал      | командующий 21-й армией 1-го Украинского фронта | генерал-полковник                 | 26.10.1894 — 25.08.1957 | [ БС 27 ] [ ГС 90 ] [ НЛ 79 ]   |
| 729   | Гу́сев Дмитрий Сергеевич                                                                                | 24.03.1945            | пехота       | командир пулемётного взвода 629-го стрелкового полка 134-й стрелковой дивизии 69-й армии 1-го Белорусского фронта | младший лейтенант                 | 15.02.1915 — 02.06.1989 | [ БС 27 ] [ ГС 91 ] [ НЛ 80 ]   |
| 730   | Гу́сев Иван Алексеевич                                                                                  | 27.06.1945            | артиллерия   | командир орудия 362-го артиллерийского полка 106-й стрелковой дивизии 3-й гвардейской армии 1-го Украинского фронта | старший сержант                   | 29.10.1918 — 26.01.1945 | [ БС 27 ] [ ГС 92 ] [ НЛ 81 ]   |
| 731   | Гу́сев Иван Андреевич                                                                                   | 16.10.1943            | генерал      | командир 70-й гвардейской стрелковой дивизии 13-й армии Центрального фронта | гвардии генерал-майор             | 28.08.1901 — 21.01.1976 | [ БС 28 ] [ ГС 93 ] [ НЛ 82 ]   |
| 732   | Гу́сев Иван Михайлович                                                                                  | 13.09.1944            | комиссар     | комсорг 429-го стрелкового полка 52-й стрелковой дивизии 57-й армии 3-го Украинского фронта | старший лейтенант                 | 06.10.1922 — 03.10.2007 | [ БС 29 ] [ ГС 94 ] [ НЛ 83 ]   |
| 733   | Гу́сев Иван Петрович                                                                                    | 10.04.1945            | танкист      | командир взвода танков Т-34 28-го танкового полка 16-й гвардейской механизированной бригады 6-го гвардейского механизированного корпуса 4-й танковой армии 1-го Украинского фронта | старший лейтенант                 | 29.08.1920 — 23.03.1945 | [ БС 29 ] [ ГС 95 ] [ НЛ 84 ]   |
| 734   | Гу́сев Максим Тихонович                                                                                 | 10.01.1944            | пехота       | помощник начальника штаба 269-го стрелкового полка 136-й стрелковой дивизии 38-й армии Воронежского фронта | капитан                           | 18.05.1917 — 16.11.2000 | [ БС 29 ] [ ГС 96 ] [ НЛ 85 ]   |
| 735   | Гу́сев Николай Прохорович                                                                               | 24.03.1945            | связисты     | радиотелеграфист взвода управления 107-го миномётного полка 3-й миномётной бригады 7-й артиллерийской дивизии прорыва РГК в составе 46-й армии 2-го Украинского фронта | красноармеец                      | 1919 — 23.05.1978       | [ БС 29 ] [ ГС 97 ] [ НЛ 86 ]   |
| 736   | Гу́сев Николай Фёдорович                                                                                | 10.04.1945            | пехота       | командир батальона 1085-го стрелкового полка 322-й стрелковой дивизии 60-й армии 1-го Украинского фронта | майор                             | 15.11.1918 — 28.01.1945 | [ БС 29 ] [ ГС 98 ] [ НЛ 87 ]   |
| 737   | Гу́сев Сергей Иванович                                                                                  | 19.04.1945            | комиссар     | заместитель по политической части командира батальона 564-го стрелкового полка 130-й стрелковой дивизии 28-й армии 3-го Белорусского фронта | капитан                           | 28.08.1918 — 18.01.1945 | [ БС 29 ] [ ГС 99 ] [ НЛ 88 ]   |
| 738   | Гусе́йн-заде́ Мехти Ганифа оглы азерб. Hüseynzadə Mehdi Hənifə oğlu                                      | 11.04.1957            | партизан     | активный участник антифашистского движения Сопротивления в Югославии, командир разведывательно-диверсионной группы при штабе 9-го корпуса Народно-освободительной армии Югославии | —                                 | 22.12.1918 — 16.11.1944 | ——                              |
| 739   | Гусе́йнов Габибулла Эйнулла оглы (Гусейнов Габибула Эйнуллаевич) азерб. Hüseynov Həbibulla Eynulla oğlu | 29.06.1945            | артиллерия   | командир 67-й зенитно-артиллерийской дивизии РГК в составе 39-й армии 3-го Белорусского фронта | полковник                         | 10.10.1910 — 16.04.1945 | [ БС 30 ] [ ГС 101 ] [ НЛ 89 ]  |
| 740   | Гусе́льников Денис Семёнович                                                                            | 20.12.1943            | артиллерия   | командир орудия 196-го гвардейского артиллерийского полка 89-й гвардейской стрелковой дивизии 37-й армии Степного фронта | гвардии старший сержант           | 11.07.1906 — 24.12.1979 | [ БС 31 ] [ ГС 102 ] [ НЛ 90 ]  |
| 741   | Гусе́нко Павел Яковлевич укр. Гусенко Павло Якович                                                      | 26.10.1944            | авиация      | командир эскадрильи 81-го гвардейского бомбардировочного авиационного полка 1-й гвардейской бомбардировочной авиационной дивизии 2-го гвардейского бомбардировочного авиационного корпуса 5-й воздушной армии 2-го Украинского фронта | гвардии капитан                   | 16.07.1914 — 20.09.1944 | [ БС 31 ] [ ГС 103 ] [ НЛ 91 ]  |
| 742   | Гу́слев Георгий Данилович                                                                               | 07.04.1940            | авиация      | воздушный стрелок-радист 31-го скоростного бомбардировочного авиационного полка 16-й скоростной бомбардировочной авиационной бригады Северо-Западного фронта | старшина                          | 02.05.1916 — 20.04.1981 | [ БС 31 ] [ ГС 104 ] [ НЛ 92 ]  |
| 743   | Гусько́ Алексей Васильевич                                                                              | 15.05.1946            | артиллерия   | наводчик орудия 183-го гвардейского артиллерийско-миномётного полка 10-й гвардейской кавалерийской дивизии 4-го гвардейского кавалерийского корпуса 2-го Украинского фронта | гвардии сержант                   | 27.06.1925 — 01.04.1945 | [ БС 31 ] [ ГС 105 ] [ НЛ 93 ]  |
| 744   | Гусько́в Гавриил Гаврилович                                                                             | 24.05.1943            | авиация      | командир звена 65-го гвардейского истребительного авиационного полка 4-й гвардейской истребительной авиационной дивизии 1-го гвардейского истребительного авиационного корпуса 3-й воздушной армии Калининского фронта | гвардии младший лейтенант         | 30.03.1923 — 17.07.1943 | [ БС 31 ] [ ГС 106 ] [ НЛ 94 ]  |
| 745   | Гу́тин Василий Леонтьевич                                                                               | 07.04.1940            | комиссар     | политрук роты 674-го стрелкового полка 150-й стрелковой дивизии Ленинградского военного округа | младший политрук                  | 1909 — 18.12.1939       | [ БС 31 ] [ ГС 107 ] [ НЛ 95 ]  |
| 746   | Гу́тман Анатолий Григорьевич                                                                            | 10.01.1944            | пехота       | командир взвода 529-го стрелкового полка 163-й стрелковой дивизии 38-й армии Воронежского фронта | лейтенант                         | 21.06.1922 — 18.06.1972 | [ БС 32 ] [ ГС 108 ] [ НЛ 96 ]  |
| 747   | Гу́тник Иосиф Михайлович укр. Гутник Йосип Михайлович                                                   | 27.08.1943            | пехота       | старшина роты 1172-го стрелкового полка 348-й стрелковой дивизии 63-й армии Брянского фронта | старший сержант                   | 20.12.1911 — 30.01.1984 | [ БС 33 ] [ ГС 109 ] [ НЛ 97 ]  |
| 748   | Гуто́ров Михаил Иванович                                                                                | 15.05.1946            | авиация      | командир эскадрильи 98-го отдельного корректировочного разведывательного авиационного полка 16-й воздушной армии 1-го Белорусского фронта | гвардии капитан                   | 24.09.1919 — 12.05.1997 | [ БС 33 ] [ ГС 110 ] [ НЛ 98 ]  |
| 749   | Гуца́ло Александр Семёнович укр. Гуцало Олександр Семенович                                             | 15.05.1946            | авиация      | штурман 845-го истребительного авиационного полка 269-й истребительной авиационной дивизии 4-й воздушной армии 2-го Белорусского фронта | капитан                           | 20.03.1917 — 28.01.1946 | [ БС 33 ] [ ГС 111 ] [ НЛ 99 ]  |
| 750   | Гучёк Пётр Иосифович бел. Гучок Пётр Іосіфавіч                                                         | 27.06.1945            | авиация      | командир звена 100-го гвардейского истребительного полка 9-й гвардейской истребительной авиационной дивизии 6-го гвардейского истребительного авиационного корпуса 2-й воздушной армии 1-го Украинского фронта | гвардии старший лейтенант         | 18.03.1923 — 18.04.1945 | [ БС 33 ] [ ГС 112 ] [ НЛ 100 ] |
| 751   | Гу́щин Борис Петрович                                                                                   | 18.09.1943            | авиация      | штурман звена 5-го гвардейского авиационного полка 50-й авиационной дивизии 6-го авиационного корпуса Авиации дальнего действия | гвардии капитан                   | 01.03.1919 — 26.04.1991 | [ БС 33 ] [ ГС 113 ] [ НЛ 101 ] |
| 752   | Гу́щин Владимир Иванович                                                                                | 27.02.1945            | артиллерия   | наводчик орудия 387-го гвардейского самоходного артиллерийского полка 12-го гвардейского танкового корпуса 2-й гвардейской танковой армии 1-го Белорусского фронта | гвардии старший сержант           | 20.07.1921 — 19.01.2001 | [ БС 33 ] [ ГС 114 ] [ НЛ 102 ] |
| 753   | Гу́щин Николай Фёдорович                                                                                | 24.03.1945            | пехота       | командир роты 857-го стрелкового полка 294-й стрелковой дивизии 52-й армии 2-го Украинского фронта | младший лейтенант                 | 14.12.1921 — 12.06.1944 | [ БС 33 ] [ ГС 115 ] [ НЛ 103 ] |
| 754   | Гу́щин Павел Фёдорович                                                                                  | 24.03.1945            | пехота       | командир роты 787-го стрелкового полка 222-й стрелковой дивизии 33-й армии 3-го Белорусского фронта | лейтенант                         | 13.10.1924 — 15.02.1945 | [ БС 34 ] [ ГС 116 ] [ НЛ 104 ] |
| 755   | Гу́щин Сергей Николаевич                                                                                | 10.04.1989            | пехота       | командир мотострелкового батальона 371-го мотострелкового полка 5-й гвардейской мотострелковой дивизии 40-й армии ограниченного контингента советских войск в Афганистане | капитан                           | род. 09.03.1960         | ——                              |
| 756   | Гу́щин Фёдор Лаврентьевич                                                                               | 15.01.1944            | пехота       | командир отделения 321-го стрелкового полка 15-й стрелковой дивизии 61-й армии Центрального фронта | красноармеец                      | 17.01.1925 — 09.04.1991 | [ БС 36 ] [ ГС 118 ] [ НЛ 105 ] |

| Навигационная таблица | Навигационная таблица                |
| --------------------- | ------------------------------------ |
| «Г»                   | Габайдулин Геннадий — Гаркуша Кузьма |
| «Г»                   | Гаркуша Николай — Гнидаш Кузьма      |
| «Г»                   | Гнидо Пётр — Горбач Михаил           |
| «Г»                   | Горбач Феодосий — Грецкий Пётр       |
| «Г»                   | Гречаный Парфентий — Губанов Николай |
| «Г»                   | Губарев Алексей — Гущин Фёдор        |